# Andrea Bähner
Andrea Bähner (* 26. Oktober 1966) ist eine deutsche Journalistin. Sie ist seit 2016 Regierungssprecherin des Landes Rheinland-Pfalz, seit März 2024 daneben Mitglied des ZDF-Fernsehrats.

## Biografie
Andrea Bähner wuchs im Landkreis Altenkirchen auf. Nach ihrem Abitur in Betzdorf begann sie ein Studium Deutsch und Biologie an der Universität Siegen sowie Politik des Nahen Ostens in Haifa. Ihr Staatsexamen, Lehramt für Gymnasien, absolvierte sie an der Johannes Gutenberg-Universität Mainz. Bereits vor und während des Studiums war sie freiberufliche Journalistin bei Zeitungen und im Rundfunk. Zunächst in den Lokalredaktionen von Rhein-Zeitung und Siegener Zeitung und während des Studiums auch für den Saarländischen Rundfunk. Nach ihrem Examen 1993 berichtete sie für den SWF über Landespolitik (Politik Südwest).
Nach dem Volontariat 1995 beim Südwestrundfunk war sie Auslandsreporterin (ARD Europamagazin, ARTE und SWR Blickpunkt Europa) mit dem Schwerpunkt Kriegsberichterstattung aus Bosnien und Kosovo, dem Golfkrieg aus Kairo und Kuwait sowie mit den Schwerpunkten arabische Welt, südliches Afrika und Europa. 2004 wurde sie ARD-Inlandskorrespondentin und danach Redaktionsleiterin des ARD-Büros in Mainz. Von 2010 bis zu ihrem Amtsantritt als Regierungssprecherin im Juli 2016 war sie Redaktionsleiterin beim landespolitischen Fernseh-Magazin Zur Sache Rheinland-Pfalz. Sie wurde unter Ministerpräsidentin Malu Dreyer (SPD) ernannt und blieb unter Alexander Schweitzer (SPD) im Amt.
Seit 1. März 2024 ist Bähner als Vertreterin der Landesregierung von Rheinland-Pfalz Mitglied des ZDF-Fernsehrats. Seit 5. Juli 2024 ist sie Mitglied des Ausschusses für Finanzen, Innovation und Digitalisierung des ZDF-Fernsehrats.
Andrea Bähner ist verheiratet und Mutter zweier Kinder.

## Ehrenamt
1995 gründete Andrea Bähner den deutschen Freundeskreis von Givat Haviva. Givat Haviva ist seither ein wichtiger Partner der Verständigungsarbeit im Nahen Osten und der themenbezogenen Öffentlichkeitsarbeit in Deutschland.
Seit 2022 ist Andrea Bähner Vorsitzende der Stiftung Deutsches Kabarettarchiv.

## Filme
- Kuba. Mythos. Machos – 1. Von Havanna bis Holguin 2-teilige Reportage von Andrea Bähner (Mo 30.September 2002)
- Kuba. Mythos. Machos – 2. Von Guardalavaca durch die Sierra Maestra und dann immer nach Westen 2-teilige Reportage von Andrea Bähner (Mo 07.10.2002 21:45–22:15)[4]
- Männer ... Eine Texas-Reise mit Andrea Bähner; Film von Andrea Bähner, SWR/2004[5]